# 古尔·帕夏·乌尔法特
古尔·帕夏·乌尔法特（普什圖語：‎，1909年—1977年12月19日），阿富汗当代散文家和诗人，用普什图文和达里文写作,其诗歌和散文观察敏锐，风格清新，文字凝练，时代意识浓厚，表现了强烈的爱国主义精神，是普什图语文学的重要作家。

## 生平与创作
乌尔法特生于拉格曼省。从青年时代开始写诗，以后兼写散文和小说。1935年起在当地报社当编辑。1949年和1952年他两次被选为国民议会代表。1951年创办周刊《沃拉斯》，并担任主编到1953年末。1956-1964年间，乌尔法特担任普什图文学会主席，同时还在喀布尔大学教授普什图语言和文学 。1964年他从大学退休，再次被选为国民议会代表。
乌尔法特创作成就主要在散文创作方面，代表作为《两个葬礼》，写一个富翁和一个穷人的葬礼，体现了对劳苦人民的同情。乌尔法特的诗歌具有爱国主义精神，表达了对新生活的向往，著名诗篇有《民族独立》、《自由的微风》和《祖国的话》。

## 主要作品
- 《点着的灯》（1941）
- 《散文选》（1956）
- 《诗选》（1955）